# Perkolator

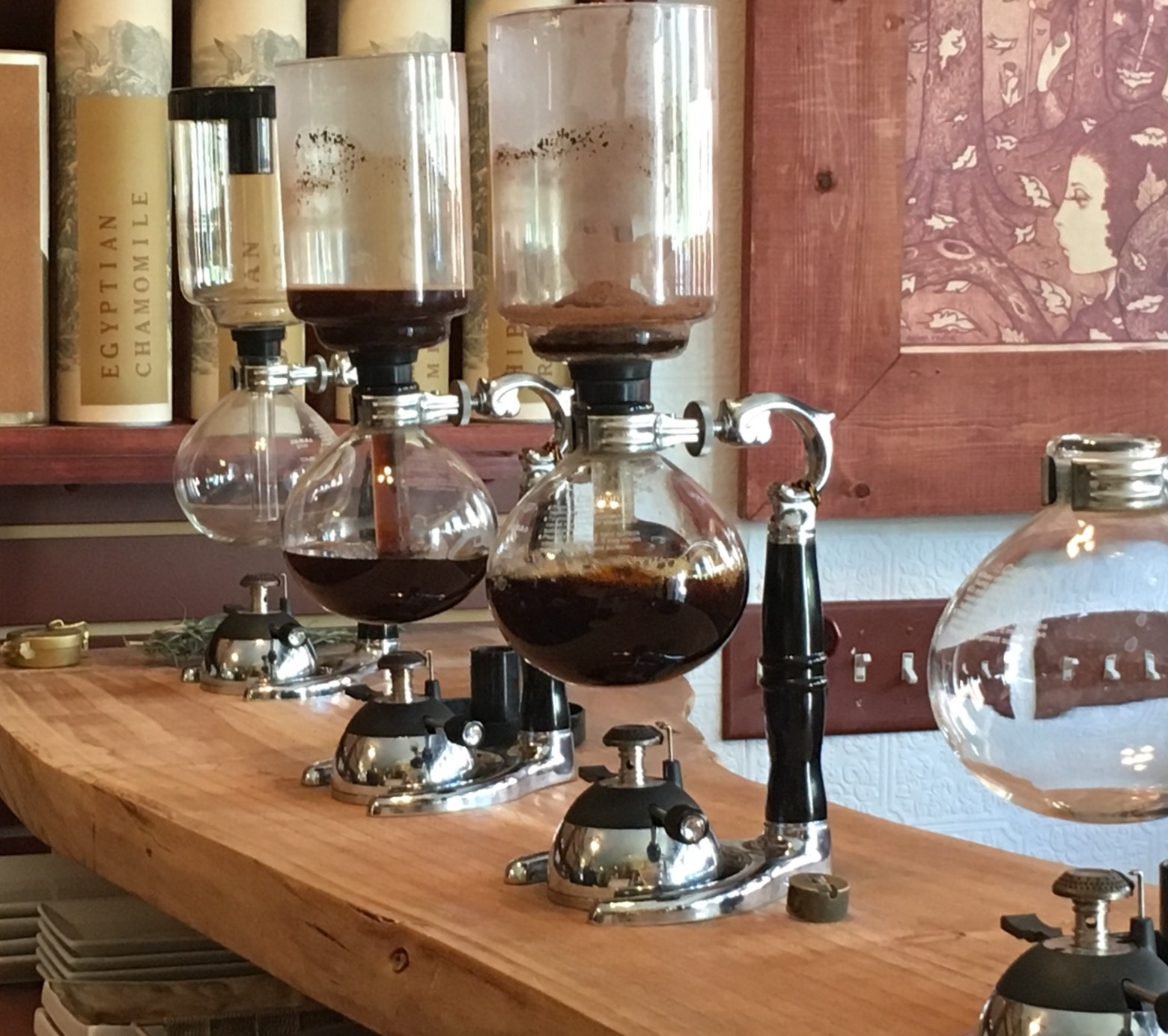
Zaparzanie kawy w perkolatorze

Perkolator jest to urządzenie służące do otrzymywania wyciągu z jakiejś substancji dzięki przepuszczaniu przez nią płynu. Stosowane np. przy obróbce kawy bądź płynnych leków w aptece. Urządzenie o cylindrycznym lub stożkowym kształcie (kształt stożkowaty ułatwia usuwanie  wyekstrahowanego surowca).
Edward Loysel de Santais jest uznawany za wynalazcę pierwszego komercyjnego ekspresu do kawy (perkolatora) w 1843 roku; stworzył on wersję na dużą skalę na wystawę światową w Paryżu w 1855 roku, która podobno produkowała 2000 filiżanek kawy (wielkości filiżanki demi lub espresso) na godzinę.